# Estinzione (psicologia)
In psicologia, l'estinzione è un processo mediante il quale un comportamento che non viene rinforzato cessa di prodursi. Nel condizionamento operante, quando il comportamento operante che è stato precedentemente rinforzato non produce più conseguenze di rinforzo, il comportamento gradualmente si interrompe. Nel condizionamento classico, quando uno stimolo condizionato viene presentato da solo, in modo che non preveda più l'arrivo dello stimolo incondizionato, la risposta condizionata si ferma gradualmente. Ad esempio, dopo che il cane dell'esperimento di Pavlov è stato condizionato a salivare al suono di un metronomo, se il metronomo viene ripetutamente suonato e non compare il cibo, il cane gradualmente smette di salivare. 
Molti disturbi d'ansia, come ad esempio il disturbo post traumatico da stress, potrebbero riflettere, almeno in parte, l'incapacità di estinguere la paura condizionata..

## Teorie
Esistono in letteratura modelli contrastanti che spiegano il fenomeno dell'estinzione: non è chiaro se l'estinzione implichi semplicemente il "disimparare" l'associazione stimolo incondizionato - stimolazione condizionata (come, ad esempio, nel modello Rescorla-Wagner) o, in alternativa, un "nuovo apprendimento" di un'associazione inibitoria che maschera l'associazione eccitatoria originale (ad esempio, nel modello Konorski, Pearce e Hall). Una terza spiegazione coinvolge meccanismi non associativi come l'assuefazione, la modulazione e l'affaticamento della risposta. Myers e Davis, lavorando sull'estinzione della paura nei roditori, ha suggerito che possano essere implicati meccanismi multipli a seconda dei tempi e delle circostanze in cui si verifica l'estinzione.
Viste le difficoltà nel verificare sperimentalmente i vari modelli, i ricercatori si sono rivolti a indagini a livello cellulare (il più delle volte nei roditori) per mettere a nudo gli specifici meccanismi cerebrali dell'estinzione, in particolare il ruolo delle strutture cerebrali (amigdala, ippocampo, corteccia prefrontale) e specifici sistemi di neurotrasmettitori (es. GABA, NMDA). Un recente studio su roditori di Amano, Unal e Paré pubblicato su Nature Neuroscience, ha scoperto che l'estinzione di una risposta di paura condizionata è correlata all'inibizione sinaptica nei "neuroni della paura" in uscita dall'amigdala centrale che proiettano alla sostanza grigia periacqueduttale, che controlla il comportamento di "congelamento" (freezing). Essi deducono che l'inibizione deriva dalla corteccia prefrontale ventromediale e suggeriscono obiettivi promettenti a livello cellulare per nuovi trattamenti dell'ansia.